# Svetovno prvenstvo v nordijskem smučanju 1948
Svetovno prvenstvo v nordijskem smučanju 1948 je sedemnajsto svetovno prvenstvo v nordijskem smučanju, ki je potekalo med 31. januarjem in 7. februarjem 1948 v St. Moritzu, Švica, v petih disciplinah v okviru Zimskih olimpijskih iger.

## Dobitniki medalj

### Smučarski teki
| Disciplina | Zlato                                                                     | Zlato   | Srebro                                                                    | Srebro  | Bron                                                                | Bron    |
| 18 km      | Martin Lundström                                                          | 1:13,50 | Nils Östensson                                                            | 1:14:22 | Gunnar Eriksson                                                     | 1:16:06 |
| 50 km      | Nils Karlsson                                                             | 3:47:48 | Harald Eriksson                                                           | 3:52:20 | Benjamin Vanninen                                                   | 3:57:38 |
| 4 x 10 km  | Švedska · Nils Östensson · Nils Täpp · Gunnar Eriksson · Martin Lundström | 2:32:08 | Finska · Lauri Silvennoinen · Jari Laukkanen · Sauli Rytky · August Kiuru | 2:41:06 | Norveška · Erling Evensen · Olaf Økern · Reidar Nyborg · Olav Hagen | 2:44:33 |

### Nordijska kombinacija
| Disciplina | Zlato       | Zlato  | Srebro         | Srebro | Bron            | Bron   |
| Posamično  | Heikki Hasu | 448,80 | Martti Huhtala | 433,65 | Sven Israelsson | 433,40 |

### Smučarski skoki
| Disciplina        | Zlato          | Zlato | Srebro      | Srebro | Bron                 | Bron  |
| Velika skakalnica | Petter Hugsted | 228,1 | Birger Ruud | 226,6  | Thorleif Schjelderup | 225,1 |

## Medalje po državah
| Poz | Država   | Zlato | Srebro | Bron | Skupaj |
| 1   | Švedska  | 3     | 2      | 2    | 7      |
| 2   | Finska   | 1     | 2      | 1    | 4      |
| 3   | Norveška | 1     | 1      | 2    | 4      |